# Emīla nedarbi
Emīla nedarbi (Emils skarnsstreger) er en lettisk TV-film fra 1985 om Astrid Lindgrens figur, Emil fra Lønneberg. Den blev produceret af Rīgas kinostudija. Filmen blev tildelt Letlands nationale filmpris Lielais Kristaps i 1985.

## Medvirkende
- Māris Sonnenbergs-Sambergs – Emil
- Madara Dišlere – Ida
- Dace Evera – Mor
- Uldis Dumpis – Far
- Diāna Zande – Line
- Rūdolfs Plēpis – Alfred
- Vija Artmane – Kommendøren
- Dina Kuple – Tyttebær-Maja
- Ēvalds Valters – Grisepjok
- Olga Krūmiņa – fru Petrell
- Harijs Liepiņš – Emil som voksen
- Jānis Zariņš
- Imants Adermanis